# 姜兴长
姜兴长（1946年5月—），男，汉族，云南牟定人，中华人民共和国政治人物，二级大法官，中国共产党党员，第十一届全国人民代表大会重庆地区代表。

## 生平
姜兴长毕业于西南政法学院法律系法律专业。2008年，担任全国人大常委会委员、全国人大内务司法委员会副主任委员、最高人民法院咨询委员会主任。